# ФК Урал
„Урал“ (на руски: ОАО Футбольный клуб „Урал“) е футболен клуб в Екатеринбург, Русия. Дълги години е заводски отбор и носи името „Уралмаш“.

## История
Клубът е основан през 1930 г. под името „Уралмашстрой“.
През 1935 става шампион на град Свердловск. От 1945 до 1969 играе неизменно в шампионата на СССР. През 1969 тимът изпада, но след 1 сезон се завръща в най-висшата дивизия. „Урал“ достига 3 пъти 1/4 финал на купата на СССР – през 1965/66, 1967/68 и 1990/91.
След разпадането на СССР играе във висшата дивизия на Русия. През 1993 и 1995 достига до осмо място в шампионата. Отборът участва в Интертото и се среща с българския ЦСКА София. В крайна сметка „пчелите“ достигат полуфинал. Същият сезон тимът изпада в Първа Лига и повече не се връща в шампионата на Русия. Кризата в „Урал“ продължава, след като изкарват само 1 сезон в Първа Лига. Тимът изпада във Втора Дизивия, зона Урал. През 2002 тимът се завръща в Първа Дивизия, след като става шампион в зона Урал на втора дивизия.
Година по-късно в автомобилна катастрофа загива играчът на „Урал“ Пьотр Хрустовский. Той е играл за „Урал“ с номер 23. Този номер е изваден от употреба в „Урал“ в памет на Хрустовский.
През 2006 „Урал“ заема трето място в 1-ва Дивизия, което е и най-големият успех на тима. Година по-късно отборът достига полуфинал на купата на Русия. През 2010 в отбора се появяват първите легионери от друг континент – чилиецът Герсон Асеведо и замбиецът Чисамба Лунгу. Същия сезон Урал завършва на 7 място.
През 2011 тимът е поет от Дмитрий Огай, но той си подава оставката още в 13-ия кръг. Урал успява да се класира за първите 8 във ФНЛ, а в началото на 2012 звездата Олег Шатов е продаден на „Анжи“. През февруари 2012 Урал печелят купата на ФНЛ, но след сериозно изоставане от лидерите в шампионата остават на 6-о място. През сезон 2012/13 „пчелите“ тръгват много силно, като до 18-ия кръг са на второ място в класирането. В края на април 2013, 4 кръга преди края, „Урал“ си осигурява участие в премиер лигата, което е първо за отбора от 17 години насам.
В първия си мач от сезон 2013/14 Урал завършва наравно 2 – 2 с шампиона ЦСКА Москва.

## Предишни имена
| Години      | Име            |
| ----------- | -------------- |
| 1930 – 1932 | Уралмашстрой   |
| 1933 – 1946 | Уралмашзавод   |
| 1947 – 1957 | Авангард       |
| 1957 – 1959 | Машиностроител |
| 1960 – 2002 | Уралмаш        |
| 2002 –      | Урал           |

## Успехи
СССР

### Национални
Шампионат на СССР
- 20-о място (1): 1969

Втора лига на СССР
- Шампион (1): 1968

Купа на СССР
- 1/4 финалист (3): 1965/66, 1967/68, 1990/91

 Русия
 Руска Премиер Лига
- 8-о място (3): 1993, 1995, 2015/16

ФНЛ (2 ниво)
- Шампион (1): 2012/13

 Купа на Русия
- Финалист (2): 2016/17, 2018/19

ФНЛ
- Носител (3): 012, 2013, 2018

### Международни
- Интертото:
- 1/2 финалист (1): 1996

## Състав 2012/13
| №  | Пост         | Играч                   |
| -- | ------------ | ----------------------- |
| 1  | вратар       | Александър Котляров     |
| 33 | вратар       | Игор Кот                |
| 16 | вратар       | Дмитрий Яшин            |
| 35 | вратар       | Дмитрий Арапов          |
| 2  | защитник     | Вячеслав Блужин         |
| 4  | защитник     | Александър Кацалапов    |
| 6  | защитник     | Иван Дранников          |
| 7  | защитник     | Александър Данцев       |
| 12 | защитник     | Александър Новиков      |
| 13 | защитник     | Денис Тумасян (капитан) |
| 58 | защитник     | Адесойе Ойеволе         |
| 25 | защитник     | Алксей Ревякин          |
| 5  | защитник     | Милан Вещица            |
| 20 | полузащитник | Андрей Чухлей           |
| 3  | полузащитник | Иван Мелник             |
| 34 | полузащитник | Максим Волков           |

| №  | Пост         | Играч              |
| -- | ------------ | ------------------ |
| 14 | полузащитник | Максим Семакин     |
| 17 | полузащитник | Чисамба Лунгу      |
| 18 | полузащитник | Бранимир Петрович  |
| 21 | полузащитник | Герсон Асеведо     |
| 77 | полузащитник | Кантемир Берхамов  |
| 11 | полузащитник | Александър Шаницин |
| 8  | полузащитник | Анатолий Герк      |
| 70 | полузащитник | Николай Сафрониди  |
| 15 | полузащитник | Андрей Бочков      |
| 9  | нападател    | Спартак Гогниев    |
| 87 | нападател    | Едгар Манучарян    |
| 90 | нападател    | Евгений Савин      |
| 22 | нападател    | Антон Кобялко      |
| 10 | нападател    | Иля Кухарчук       |
| 45 | нападател    | Денис Матюгин      |

## Български футболисти
- Николай Димитров: 2016/20 - (82 мача - 8 гола)

## Известни играчи
- Олег Веретенников
- Юрий Матвеев
- Михаил Осинов
- Денис Зубко
- Сергей Армишев
- Андрей Сметанин
- Пьотър Хрустовский
- Евгений Алхимов
- Евгений Аверянов
- Мирослав Ромащенко